# واسیلی نبنزیا
واسیلی نبنزیا (روسی: Василий Алексеевич Небензя؛ زادهٔ ۲۶ فوریهٔ ۱۹۶۲) دیپلمات روس و قائم مقام وزیر امور خارجه فدراسیون روسیه و نامزد نمایندگی دائم روسیه در سازمان ملل است.  
وی همچنین برندهٔ جوایزی همچون نشان دوستی شده است.